# Dick Cheney
Richard Bruce (Dick) Cheney (Lincoln (Nebraska), 30 januari 1941) is een voormalig Amerikaans politicus van de Republikeinse Partij. Hij was de 46e vicepresident van de Verenigde Staten van 2001 tot 2009 onder president George W. Bush.
Cheney, ondernemer van beroep, was van 1975 tot 1977 stafchef van het Witte Huis onder president Gerald Ford. Van 1979 tot 1989 was hij lid van het Huis van Afgevaardigden voor het district van Wyoming. Van 1989 tot 1993 was hij minister van Defensie in het kabinet van George H.W. Bush.
Van 1995 tot 2000 was Cheney bestuursvoorzitter van de multinational Halliburton. Tijdens de Amerikaanse presidentsverkiezingen van 2000 werd hij door de kandidaat van de Republikeinse Partij George W. Bush gevraagd als diens running mate. Bush versloeg de democratische kandidaat, zittend vicepresident Al Gore en diens running mate Joe Lieberman. Cheney werd de 46e vicepresident. Na Bush' overwinning in de Amerikaanse presidentsverkiezingen van 2004 kreeg Cheney een tweede termijn als vicepresident.
Cheney was nadien werkzaam als commentator bij politieke gebeurtenissen. Daarbij uitte hij kritiek op het beleid van president Obama.

## Biografie

### Levensloop

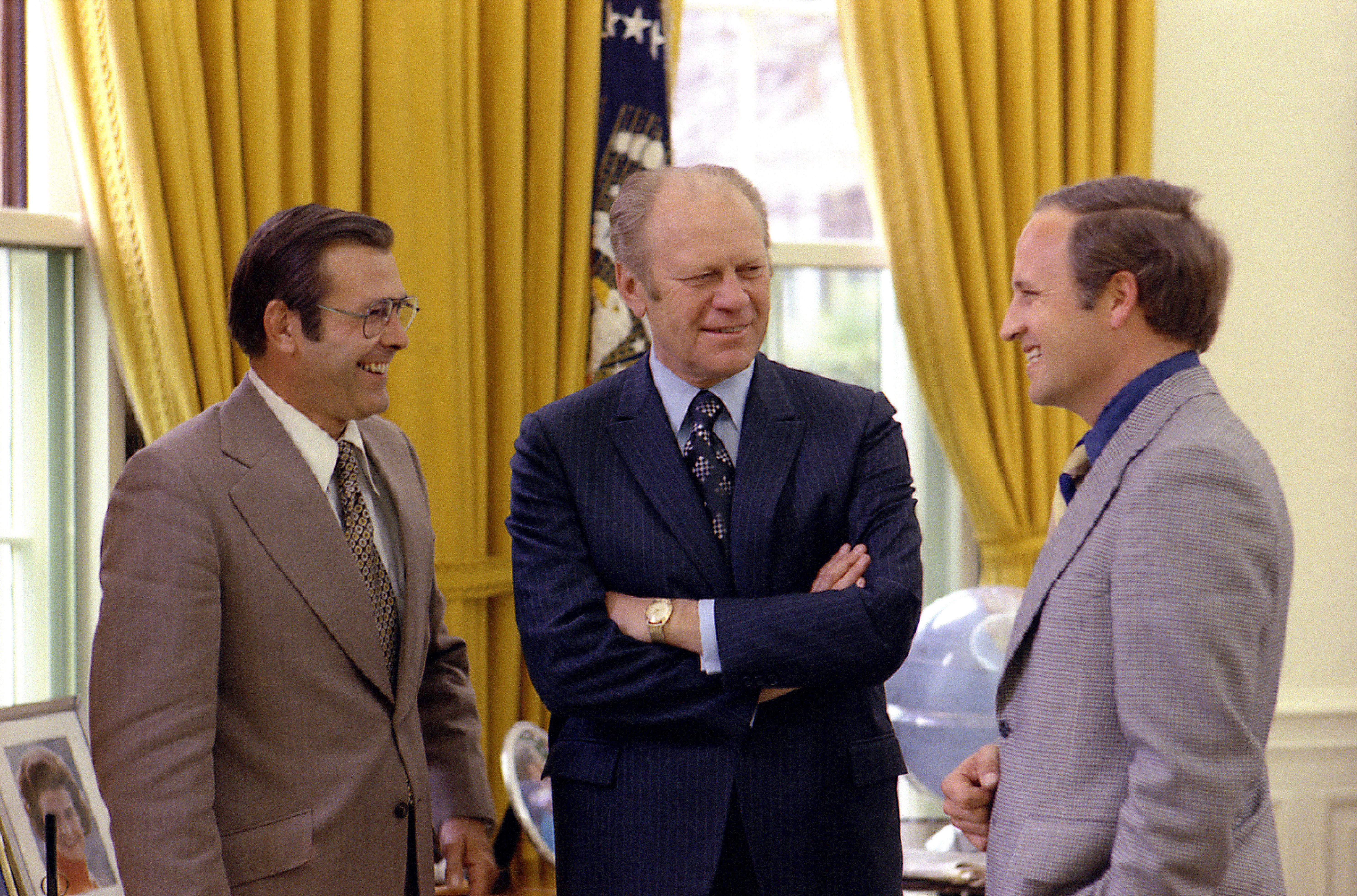
Dick Cheney (rechts) en toenmalig president Gerald Ford (midden) en stafchef van het Witte Huis Donald Rumsfeld (links) in 1975.

Dick Cheney en toenmalig president Ronald Reagan in 1983.

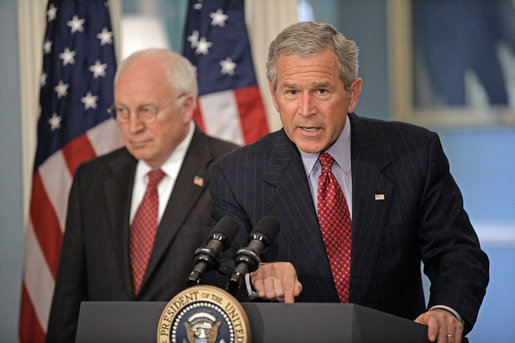
Dick Cheney en toenmalig president George W. Bush in 2006.

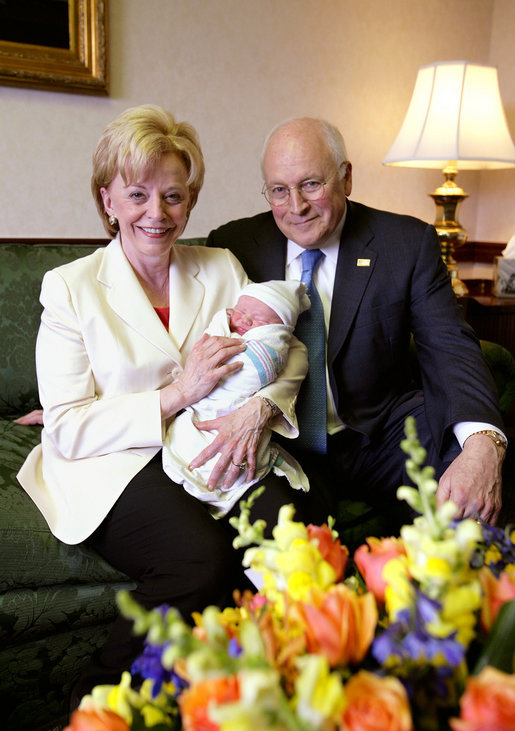
Dick en Lynne Cheney met hun kleinzoon Samuel David Cheney in 2007.

Richard Cheney werd geboren in Lincoln in de staat Nebraska als zoon van Marjorie Lorraine Dickey en Richard Herbert Cheney. Het gezin verhuisde later naar Casper in Wyoming.
Cheney studeerde aan de Yale-universiteit, waar hij naar eigen zeggen wegens aanpassingsproblemen tweemaal stopte met zijn studie.
Aan de Universiteit van Wyoming behaalde hij achtereenvolgens een bachelor en een master in de politicologie. Hij begon ook aan een doctoraat aan de Universiteit van Wisconsin in Madison, maar dat voltooide hij niet vanwege zijn politieke loopbaan.

## Politiek

### Stafchef van het Witte Huis
Kort na het aantreden van Gerald Ford als president in 1974 werd Cheney benoemd tot assistent-stafchef van het Witte Huis. Eén jaar later werd hij als jonge dertiger stafchef onder president Ford. Hij volgde Donald Rumsfeld op, die benoemd was als minister van Defensie. Toen Ford in 1976 de verkiezingen verloor, begon Cheney aan zijn eigen politieke carrière.

### Huis van Afgevaardigden
Tien jaar lang, van 1979 tot 1989, vertegenwoordigde Cheney Wyoming in het Huis van Afgevaardigden.

### Minister van Defensie
In januari 1989 werd hij minister van Defensie in het kabinet van George H.W. Bush. Samen met stafchef Colin Powell was hij de secondant van de president tijdens de Eerste Golfoorlog (1990-1991).

### Jaren 1990
In 1997 richtte hij, samen met Donald Rumsfeld en enkele anderen, de neoconservatieve denktank Project for the New American Century op.
Van 1995 tot 2000 was Cheney bestuursvoorzitter van Halliburton, een groot toeleveringsbedrijf voor de energie-industrie. Hij werd bekritiseerd omdat dit bedrijf tijdens zijn latere vicepresidentschap overheidscontracten bemachtigde in Irak, tijdens en na de oorlog.

### Vicepresident
Als vicepresident van de Verenigde Staten van 2001 tot 2009 was hij een van de leidende figuren en pleitbezorgers voor de interventie in Irak. Meermaals waarschuwde hij publiekelijk het Amerikaanse volk en de rest van de wereld dat Irak een gevaarlijk land was dat beschikte over massavernietigingswapens en zo snel mogelijk door middel van een preemptive strike (preventieve aanval) geneutraliseerd moest worden. Massavernietigingswapens werden er echter nooit gevonden.
Cheney besloot om aan het einde van zijn vicepresidentschap zich uit het openbare leven terug te trekken. Hij ambieerde dan ook niet de nominatie van zijn partij voor het presidentschap in 2008.

## Persoonlijk
In 1964 trouwde Cheney met zijn middelbareschooltijdvriendin Lynne Ann Vincent. Ze zijn beiden methodist. Ze kregen twee dochters. Mary Lynne Cheney is afgestudeerd als doctor in de Engelse literatuur en heeft verschillende publicaties op haar naam staan. Liz Cheney werd in 2016 voor de staat Wyoming in het Huis van Afgevaardigden gekozen;  ze geniet bekendheid doordat zij afstand nam van de voormalige Republikeinse president Trump en van diens aanzetten tot bestorming van het Capitool op 6 januari 2021. Deze gebeurtenissen en de campagne van Trump tegen zijn dochter in 2022 brachten Cheney ertoe, bij de presidentsverkiezingen van 2024 op de Democraat Kamala Harris te stemmen.
In februari 2006 haalde Cheney alle voorpagina's toen hij tijdens een jachtpartij in Texas per ongeluk een bevriende advocaat neerschoot. Hoewel de twee zaken uiteraard geen enkel verband vertonen, leek deze tamelijk bizarre gebeurtenis toch op een ander voorval uit de geschiedenis: in 1804 namelijk werd Alexander Hamilton dodelijk verwond tijdens een tweegevecht door Aaron Burr, de toenmalige vicepresident van de Verenigde Staten.
Cheney heeft hartproblemen. Sinds 1978 heeft hij vijfmaal een hartaanval gehad. In 2010 kreeg hij een geavanceerde pacemaker geïmplanteerd. In 2012 onderging hij als 71-jarige een harttransplantatie.

## Werken
- In My Time: A Personal and Political Memoir (2011)
- Vice (2018), film van Adam McKay over Dick Cheney, met in de hoofdrol Christian Bale als Cheney